# Пролин
 Пролинът (съкр. Pro или P) e хетероцикична α-аминокиселина (по-точно, иминокиселина). Съществува в две оптически изомерни форми – L и D, а също и във вид на рацемична смес. Кодоните му са CCU, CCC, CCA, и CCG.
L-пролин е една от двадесетте протеиногенни аминокиселини. Предполага се, че пролинът влиза в състава на всички белтъци във всички организми. Особено богат на пролин е основния белтък на съединителната тъкан – колаген. Пролинът съдържа азотен атом, съединен с предшестващия го аминокиселинен остатък, аминокиселинния радикал и групата СН. Той много рязко огъва пептидната верига.
Пролинът представлява безцветни, лесно разтворими във вода кристали, които се топят при температура около 220 °C. Добре се разтваря също в етанол, по-слабо – в ацетон и бензол, и е неразтворим в диетилов етер.
В организма пролин се синтезира от глутаминова киселина.
За разлика от останалите аминокиселени, пролинът и хидроксипролинът при взаимодействие с нингидрин дават жълто вместо пурпурно оцветяване.
В състава на колагена, пролинът се окислява до хидроксипролин при участието на аскорбинова киселина. Редуващите се остатъци пролин и хидроксипролин способстват за създаване на стабилната триспирална структура на колагена, придаваща здравина на молекуата.

## Синтез
Първоначалната реакция на пролинов биосинтез превръща γ-карбоксилната група на глутамата (от α-кетоглутарат; цикъл на Кребс) до смесения киселинен анхидрид на глутамат γ-фосфат. Следващата редукция образува глутамат γ-полуалдехид, който след спонтанната циклизация се редуцира до L-пролин.

## Катаболизъм
Катаболизмът на пролин се осъществява в митохондриите. Поради това че пролинът не участва в реакции на трансаминиране, неговият α-амино азот се запазва по време на двуетапното окисление до глутамат. Окислението до Δ1-пиролин-5-карбоксилат се катализира от пролин дехидрогеназата (ЕС 1.5.5.2). Последващото окисление до глутамат (впоследствие до α-кетоглутарат) се катализира от Δ1-пиролин-5-карбоксилат дехидрогеназа, наричана още глутамат-у-полуалдехид дехидрогеназа (ЕС 1.2.1.88).

## Метаболитни нарушения
Съществуват две метаболитни нарушения на пролиновия катаболизъм. Метаболитният блок при тип I хиперпролинемията е на ниво пролин дехидрогеназа. Метаболитният блок при тип II хиперпролинемията е при Δ1-пиролин-5-карбоксилат дехидрогеназа, която участва също в катаболизма на аргинин, орнитин и хидроксипролин. Засяга се катаболизма на пролина и хидроксипролина, като това води до екскретирането на Δ1-пиролин-5-карбоксилат и Δ1-пиролин-3-хидрокси-5-карбоксилат.